# Тёмный мир: Равновесие
«Тёмный мир: Равновесие» — российский молодёжный двенадцатисерийный фильм режиссёра Олега Асадулина в жанре городского фэнтези. Сценарий написали известные фантасты Марина и Сергей Дяченко, позже они переработали свой сценарий в новелизацию фильма. Премьера фильма состоялась 5 декабря 2013 года. Показ расширенной версии фильма в виде двенадцатисерийного фильма состоялся с 12 по 20 мая 2014 года на телеканале «СТС».

## Сюжет
Десятилетняя девочка Даша едет в пионерский лагерь на автобусе вместе с остальными детьми, но внезапно его окутывает мгла, водитель теряет управление, и автобус падает набок на мосту. Даша выпадает из окна, едва удержавшись, но в результате ослабевает и падает в реку. Тем не менее, даже не умея плавать, она выживает, так как в воде видит видение своего умершего отца, который вручает ей волшебный амулет. Даша выживает и впредь всегда носит амулет с собой.
Спустя десять лет Даша учится на медицинском факультете в вымышленном Российском Государственном Университете (РГУ). Однажды она замечает, что потеряла амулет, и никак не может его найти. Затем ночью в парке она встречает незнакомого человека средних лет, вручающего ей её амулет. Человек объясняет, что она — избранная и обладает магической способностью видеть сущность людей. Позднее Даша рассказывает об этом своей подруге и сожительнице по общежитию Насте, у которой, как назло, не клеятся отношения с сокурсником Михаилом, который должен был её навестить. Даша решает разобраться, в чём дело. В комнате Миши она обнаруживает странную девушку, выпрыгивающую из окна. Сам же Миша лежит без сознания. Даша преследует девицу и натыкается на мага Лизу, которая объясняет ей, что это не человек, а «тень» — энергетический вампир из потустороннего измерения, и что таких теней на Земле много. Тени принимают облики разных людей. Цель тени — приблизиться к своей жертве и высосать её жизненную энергию (здоровье, любовь, радость, красоту и т. д.). Таким образом, «тени» выживают и ищут новых жертв, а голодные тени чувствуют холод. Даша знакомится с так называемой «Службой Доставки» (СД) — организацией, отлавливающей этих теней, подпольный штаб которой находится под главным зданием РГУ, и узнаёт, что при его строительстве в конце 1940-х годов группой строителей при раскрытии грунтов был обнаружен портал, ведущий в мир теней — Тёмный Мир. Строители погибли и превратились в троих стражей, играющих в домино возле портала (тем самым над ним с внешней стороны держится волшебный купол, защищающий его и город от внутриземной атаки). Их бывший начальник, «Инструктор» — тот самый мужчина, который вернул Даше амулет. Таким образом Даша оказывается незаменимым работником СД наравне с Лизой и остальными «доставщиками». Они все обладают похожими сверхъестественными способностями, и их зовут Гриша, Пипл и Лёша. Все они подростки, так как взрослых людей успешно уничтожает «Самая Старая Тень». Вместе они должны любой ценой приводить теней к вратам портала и при помощи магии отправлять их назад в потусторонний мир.
Миша приходит в себя, но высосанная из него тенью-девушкой любовь к Лере угасает. Он постепенно влюбляется в Дашу (которая вскоре спасает его от ещё одной Тени). Одновременно, после случайного знакомства, на Дашу кладёт глаз и студент-мажор по имени Сэм (Семён). Отлавливая новых теней вместе со своими напарниками, Даша пытается лавировать между Мишей и Сэмом. Сблизившись с Мишей, Даша готовится дать отказ Сэму, но вдруг узнаёт, что у Миши объявилась его «бывшая», Лера, и поэтому выбирает Сэма. Спустя некоторое время Сэм рассказывает Даше о своём отце Александре — инвестиционном магнате, живущем в Лондоне, который ежемесячно снабжает своего сына всем, чего тот пожелает. Александр же на самом деле оказывается древнейшим колдуном, живущим на планете уже тысячи лет. Он недавно узнал о существовании портала и решил приложить все усилия, чтобы раздобыть артефакт, который поможет ему уничтожить волшебный щит, а затем открыть сам портал. Своего же сына Семёна он использует как куклу, чтобы разведать нужную ему информацию. Таким образом сближение Семёна и Даши оказывается вовсе не банальной случайностью. Амулет Даши является последним недостающим осколком артефакта. Колдун решается заполучить его.
Тем временем охота на теней продолжается. Даша узнаёт, что её мать, живущая в периферийном городке, познакомилась с богатым иностранцем по имени Герман. Вместе с Германом она приезжает в Москву к дочери. Даша при помощи амулета замечает в Германе «самую старую тень». Когда она пытается сообщить об этом Инструктору, Герман похищает её мать прямо на их романтической прогулке и требует Дашин амулет в обмен на жизнь матери. Сэм и Даша обезвреживают его. Перед выкидыванием за портал тот признаётся, что работает на колдуна, но Александр в этот момент успевает замести следы. Сэму стирают память. Узнав через Сэма про Мишу, колдун приступает ко второму плану. Он отправляет свою помощницу, тень Тамару, под видом чародейки к Лере, которая ищет способ опять влюбить в себя Михаила после его расставания с Дашей. Тамара предлагает Лере вернуть Михаила с помощью разбитого стеклянного чайника. На самом же деле таким образом тень обретает контроль над Дашей и высасывая из неё красоту, надеется шантажировать девушку для того, чтобы заполучить амулет. Никто из команды, кроме неё самой, не видит и не чувствует происходящего. Даша понимает, что это конец, и решает провести последнюю ночь вместе с Сэмом, рассказав ему о том, что с ней происходит, и объяснив, что её больше никто не сможет полюбить. Его любовь разрушает магию Тамары. «Транзакция» ей не удаётся, и тогда она решается на новую пакость. Тамара решает превратить в тень Леру и тем самым инфильтрировать Дашино окружение. Когда Даша распознаёт в Лере тень, она едва не лишается амулета. СД вновь приходит на помощь. Миша просит помощи у Даши, чтобы её коллеги не выкинули Леру за портал, как тень. Ребята на грани отчаяния, но вдруг Мишина любовь спасает Леру. Тамаре все-таки удаётся выкрасть амулет, но СД её ловит, и Даша сама отправляет Тамару в портал.
Оставшись один, Александр начинает действовать самостоятельно. С помощью куклы он влезает в подсознание Сэма. Колдун понимает, что, чтобы активировать магическую статую, одного амулета недостаточно, а нужна ещё и кровь самой Даши. Он инсценирует скандал Даши с Сэмом, в котором тот ударяет её, а позже под гипнозом приносит своему отцу и её кровь. Александр наконец активирует артефакт и разбивает щит над порталом в Тёмный Мир. Зайдя в подвал, он сталкивается с самостоятельной защитой Инструктора и тогда решает ещё один раз использовать Сэма, через которого доходит до ворот. Завязывается сильнейшая битва между ним (в облике Сэма) и Инструктором, а также остальными членами СД. Даша приходит в себя и понимает, что её амулет — подделка, а настоящий амулет находится у колдуна, но даже без него ей удаётся при очень сильном желании помочь своим друзьям и увидеть в Сэме колдуна, а за счёт своей любви смочь того изгнать.
В результате Александр выходит один на один против Даши. Он рассказывает ей, что её отец тоже был колдуном и что оба они когда-то вместе раскрыли похожий портал, но Александра захватила жажда власти, и он утопил в нём её отца. К его сожалению, тогда портал был закрыт, но затем колдун вышел на маленькую Дашу, узнав, что она может помочь ему открыть портал, и попытался похитить её в аварии. Тем не менее, что-то ему тогда помешало, и он решил, что она тоже погибла. Даше удаётся обхитрить колдуна, применив свою силу на фальшивку, и, приняв подделку за настоящий амулет, Александр бросает сам амулет в портал. Вскоре поняв, что его обманули, колдун начинает мучить Сэма, признавшись, что не является его настоящим отцом. Сэму же удаётся за счёт любви к Даше пересилить колдуна и выкинуть его самого в злосчастный портал. Поняв, что настоящая сила находится внутри неё, а не в амулете, Даша предлагает закрыть портал единственным способом — самой войдя в Тёмный Мир. И хотя Инструктор не поддерживает её решения, она уходит в портал, который вскоре закрывается. Плавая среди теней, Даша вдруг видит тот самый амулет и добирается до него. Её посещает воспоминание из одного из своих сновидений, в котором голос её отца рассказывает, как активировать амулет. Он, амулет, превращается в меч, и Даша выплывает в том самом месте, где в своё время видение отца даровало ей его, понимая, что там находится единственный выход из портала.
Команда снова собирается вместе и празднует победу над Тёмным Миром. Выясняется, что Сэмом на самом деле является давно пропавший без вести человек по имени Егор. СД привозит Егора к его настоящим родителям.

## В ролях
| Актёр              | Роль                                                                                              |
| ------------------ | ------------------------------------------------------------------------------------------------- |
| Мария Пирогова     | Даша Лебедева, студентка, посвящённая, распознающая тень                                          |
| Павел Прилучный    | Семён «Сэм» Волков (Егор Сторожев), студент-мажор                                                 |
| Макар Запорожский  | Миша Васильев, студент, друг Даши                                                                 |
| Валерия Ланская    | Лера (девушка Миши)                                                                               |
| Евгения Брик       | Лиза, сотрудница Службы доставки (жена Гриши), посвящённая, силовик                               |
| Александр Ратников | Гриша, сотрудник Службы доставки (муж Лизы), посвящённый с рамочкой                               |
| Владислав Абашин   | «Пипл», сотрудник Службы доставки, посвящённый с нюхом, использующий прикрытие офицера МВД России |
| Григорий Скряпкин  | Лёша, сотрудник Службы доставки, может видеть будущее                                             |
| Игорь Черневич     | «Инструктор» Службы доставки (Илья Сергеевич Новиков)                                             |
| Алиса Хазанова     | Тамара, тень                                                                                      |
| Анастасия Стежко   | тень в наушниках                                                                                  |
| Пётр Семак         | Колдун (Александр Семёнович Волков)                                                               |
| Алексей Маклаков   | Вячеслав Владимирович, физрук                                                                     |
| Паулина Андреева   | Лили, правая рука колдуна                                                                         |
| Анна Цуканова      | Настя, подруга Даши                                                                               |
| Марина Зубанова    | мама Даши                                                                                         |
| Юрий Лопарёв       | экскаваторщик дядя Толя (Иванов), хранитель портала                                               |
| Микаэл Джанибекян  | геодезист Серго, хранитель портала                                                                |
| Александр Карамнов | инженер Иван Иванович, хранитель портала                                                          |
| Иван Шибанов       | Иван Антонович Щукин, аспирант факультета психологии                                              |
| Александр Вершинин | Герман (Самая старая тень)                                                                        |
| Дарья Храмцова     | тень (эпизод)                                                                                     |

## Производство
Первоначальная идея проекта родилась у Вячеслава Муругова: ему нравился фильм «Тёмный мир», и он предложил снять на его основе сериал. Было решено снять приквел к первой истории. Но в процессе работы над сценарием писатели-фантасты Марина и Сергей Дяченко придумали самостоятельную историю, которая объединена с предшествующим фильмом только миром и некоторыми персонажами. Из первой части остался только один персонаж — колдун Александр (но его играет уже другой актёр), а также здание рушащегося университета из видения героини «Тёмного мира». Когда сценарий сериала был готов, создатели решили, что эта история заслуживает превращения в полнометражный фильм.

### Подробности съёмок
- Съёмки проходили в Москве и Подмосковье и заняли 118 съёмочных дней.
- Более 60 актрис пробовались на роль главной героини Даши. В итоге, роль досталась Марии Пироговой.
- Одновременно с полным метром снимали 12-серийный сериал. В центре сюжета каждого эпизода сериала — новая Тень и новая жертва. Каждая Тень использует свой способ выкачивания энергии.
- Съёмки проводились в главном здании МГТУ имени Н. Э. Баумана, Российском государственном гуманитарном университете и Московском энергетическом институте.
- Саундтрек для фильма записывал Денис Василенко, также известный как Johnyboy.
- В сериальной версии есть камео группы «Город 312»[4]. Участники коллектива сыграли самих себя в эпизоде концерта в клубе.
- В фильме есть отсылка к «Матрице»: персонажа так же зовут «Пророк» и он так же произносит фразу: «не переживай за вазу». Также в фильме присутствует отсылка к фильму «Терминатор 2: Судный день», где на сталеплавильном заводе Т-1000 бьёт T-800 подвешенным крюком от крана.
- В фильме существует сцена драки между Сэмом и Мишей, которая происходит в библиотеке. По странной причине, эта сцена отсутствует в сериале (единственная, которую вырезали в обратном варианте), поэтому в 10-й серии, когда Миша звонит Даше и, попадая на Сэма, вешает трубку, его реакция лишь более-менее понятна.

### Декорации и бутафория
- Для проекта были разработаны знаки-иероглифы, магические символы, через которые Тени выкачивают энергию из своих жертв.
- Режиссёр Олег Асадулин — художник по первому образованию. Он сам нарисовал эскиз амулета главной героини и сам «украшал» тела актёров знаками-иероглифами.
- Амулет главной героини Дарьи изготовлен из серебра с натуральным камнем, над ним работали профессиональные ювелиры.
- Место действия картины — вымышленный сценаристами Российский государственный университет — «сыграло» здание МГУ
- Статую жрицы, фрагменты которой собирает колдун, скульпторы лепили из глины, формовали и делали гипсовые отливки. Также разрабатывался состав и комбинация красок и лаков, чтобы придать скульптуре фактуру мистического камня.

### Трюки и спецэффекты
- Падение маленькой Даши с моста в реку сняли с 1 дубля, в воду прыгала настоящая девочка-каскадёр.
- Подводную сцену с Марией Пироговой снимали в бассейне: актрисе пришлось провести в воде около 10 часов.
- Над сценой строительства университета работали в Домодедовском карьере, и всю ночь актёров и массовку поливал искусственный дождь.
- В сцене разрушения главного здания РГУ участвовало более 200 актёров массовки.
- Внешний вид входа в здание РГУ — здание театра российской армии. Верхняя часть театра изменена с помощью компьютерной графики[3] и репрезентирует не что иное, как МГУ.
- В фильме и сериале в общей сложности более 3000 шортов компьютерной графики.
- Несмотря на то, что скорую помощь на съёмочную площадку вызывали более 50 раз, все члены съемочной группы живы и здоровы.

## Отзывы и оценки
Фильм получил негативные отзывы в прессе. Согласно агрегатору отзывов «Критиканство.ру», «Тёмный мир: Равновесие» получил только три положительных рецензии из восемнадцати; согласно агрегатору «Мегакритик» — две из десяти. Картину критиковали за вторичность и обилие жанровых штампов, за неудачную композицию (фактически фильм «склеен» из двух эпизодов сериала) и неубедительные визуальные эффекты. Положительные отзывы в основном касались личного обаяния актёров

## Бюджет и кассовые сборы
Бюджет «Тёмного мира: Равновесие» по данным СМИ составлял 5 миллионов долларов США. В дебютный уик-энд картина собрала 5,5 миллионов рублей. По данным портала «КиноПоиск», в общей сложности в российском и украинском прокате фильм собрал только 2 миллиона долларов; данные «Бюллетеня кинопрокатчика» примерно такие же — 71 миллион рублей. Как признаются кинопрокатчики, фильм не оправдал ожиданий и провалился в прокате.